# Piroska Oszoli

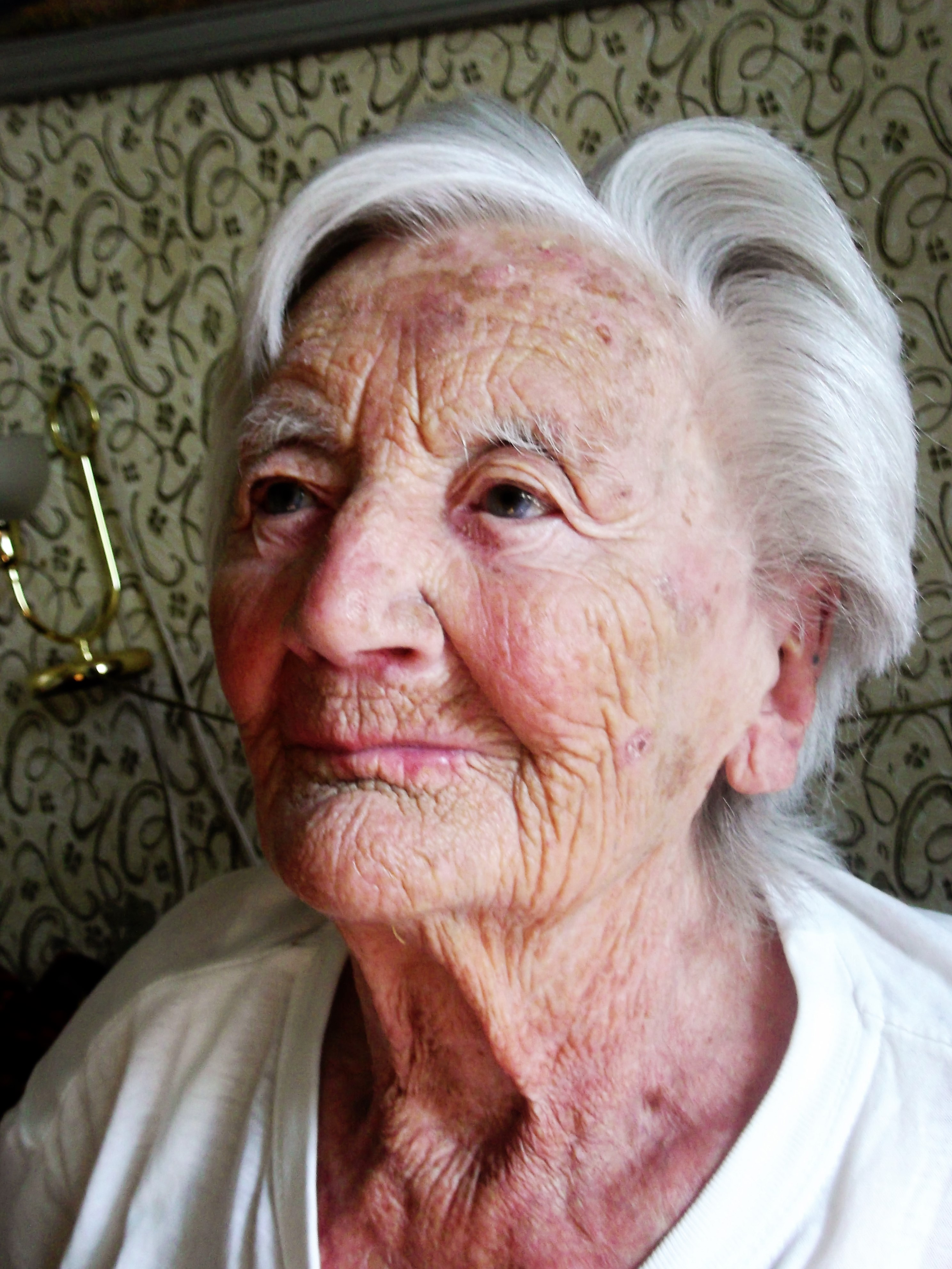
Piroska Oszoli, pintora húngara (1919–2017)

Piroska Oszoli (21 de janeiro de 1919 - 22 de março de 2017) foi uma pintora húngara, conhecida como "A amante do Danúbio e da beleza". Ela pintou especialmente pinturas de paisagens ao ar livre.

## Vida
Piroska Oszoli (nascida Névery) nasceu em Dunaföldvár, Hungria, em uma família de barões católicos no dia 21 de janeiro de 1919. Depois de terminar seus estudos, ela ensinou literatura e história em Budapeste. Seu mestre como artista amador foi o notável pintor da Transilvânia Ferenc Doór.
Em 1947, depois de voltar à sua aldeia natal para dar aulas de pintura a crianças em idade escolar, também concluiu os estudos de arte. Seu marido era István Oszoli, um professor de biologia e química do ensino médio. Ele foi seu marido de 1949 até sua morte, em 2003. Eles tiveram dois filhos, István (nascido em 1950) e András (nascido em 1953). Depois de lecionar, se aposentou e começou a pintar como artista individual. Ela pintou em toda a sua aldeia e vizinhança, depois em outras partes da Hungria, como por exemplo no Lago Balaton, e também em alguns lugares bonitos da Europa, da Itália à Noruega, e da Alemanha à Croácia. Teve inúmeras exposições em seu país natal. Suas pinturas estão presentes em todo o mundo, da Áustria à Nova Zelândia.
Ela morreu em sua casa, em Dunaföldvár, com a idade de 98 anos no dia 22 de março de 2017.

## Prêmios
- Cidadã honorária de Dunaföldvár (1996)